# Žížalice
Žížalice (Lumbriculida) je řád menších vodních máloštetinavých kroužkovců. Jsou dlouhé v průměru 2–5 cm, zřídka i více. Mají 1 nebo 2 páry varlat a 4 páry štětinek na každém somitu. Oči chybí. Clitellum je nevýrazné, zřetelné je jen v době rozmnožování. Některé druhy se rozmnožují nepohlavně architomií.
V bahnitých jezírkách v lesích žije hojně žížalice pestrá (Lumbriculus variegatus), je dlouhá asi 5 cm, červenohnědé barvy. Podobně žije druh Rhynchelmis limosella s chobotovitým výrůstkem na hlavě. Dosahuje délky 10–14 cm, je největším druhem tohoto řádu na Slovensku. V tatranských plesech žijí endemické druhy Tatriella slovenica a Trichodrilus tatrensis.